# Affaire De Buck
L'affaire De Buck, concernant des captations de testaments et persécutions dont furent accusés des jésuites belges est l'une des grandes affaires judiciaires qui ont passionné la Belgique dans les années 1860. L'intérêt pour ce scandale, brandi par les libéraux, reflétait l'animosité dressant alors l'un contre l'autre les partis catholique et libéral, dans un climat passionnel qui a suscité la publication de plusieurs pamphlets. Benoit De Buck, neveu de l'héritier, qui plaidait contre un acharnement judiciaire, à la suite des accusations des jésuites, fut triomphalement acquitté.

## Histoire
L'« affaire De Buck » concerne la succession de Guillaume-Joseph De Boey, un marchand et mécène d'Anvers possédant une fortune considérable pour l'époque, de deux à huit millions de francs selon les sources,, principalement constituée d'actions de sociétés, décédé sans descendance dans les premiers mois de 1850. Mais il ne laisse qu'une fortune de 650 000 francs, dont moins de 2 pour cent légués à ses divers parents. Avant même sa mort, une partie considérable a été captée par ses amis jésuites, selon ses neveux, Benoit De Buck, Guillaume Crabeels et Henri Crabeels. Guillaume-Joseph De Boey était connu depuis les années 1830 pour ses dons importants aux œuvres religieuses, jusqu'aux États-Unis d'Amérique. Son ami l'explorateur et Pierre-Jean De Smet a donné le nom de "Lac De Boey" à un site missionnaire dans l'Idaho proche de la Walla Walla (rivière), connu aujourd'hui sous le nom de "Lac des Prêtres", avant de le rebaptiser "Lac Roothan", du nom de Jean-Philippe Roothaan, supérieur des Jésuites à Rome. L'affaire donna lieu à un procès devant la cour d'assises du Brabant, au cours de laquelle le lac est évoqué. Appelé "lac des robes noires" par les indiens, à la suite du passage des missionnaires belges au début des années 1840, le site est renommé en hommage à une tribu indienne par le capitaine américain John Mullan en 1865, puis retrouve son appellation indienne.
Le jeune avocat Paul Janson s'occupe de cette affaire en mai 1864, alors qu'il est encore stagiaire de deuxième année, et y acquiert une renommée en dénonçant les "persécutions" des Jésuites, avant d'effectuer plus tard une carrière politique. C'est lui qui la révèle, son père ayant été témoin d'une indiscrétion qui le met sur la piste. Le major d'infanterie George Barbieux, domicilié à Dinant, âgé de 57 ans, raconte alors au père de Paul Janson comment son frère, un jésuite, a évoqué la captation d'héritage.
Benoit De Buck, neveu du défunt millionnaire, avait subi plusieurs condamnations en Belgique et en France sous un faux nom. Il était de nouveau poursuivi, cette fois sur la plainte des Jésuites pour leur avoir adressé des menaces de mort. Mais il niait formellement avoir écrit la lettre retenue contre lui. Il fut défendu devant ses juges par l'ardeur passionnée d'une femme, avec laquelle il avait été fiancé vingt ans auparavant,ce qui a ajouté une touche d'émotion à l'affaire. 
De fil en aiguille, l'affaire s'est retournée contre les jésuites. La compagnie religieuse s'est vue accusée d'avoir trente ans plus tôt "envahi Anvers" au nom d'une mission philanthropique qui lui servit à se faire admettre dans la maison de Guillaume-Joseph De Boey, pour en écarter son entourage, empêchant ses héritiers d'accéder au millionnaire. Son neveu, Henri Crabeels, "enrôlé dans l'ordre, un peu malgré lui, fut envoyé au Missouri" en 1835, une expédition financée par le millionnaire,. Une lettre à son nom est alors envoyé en Europe pour réclamer que sa part d'héritage soit consacrée à la construction d'une église sur place mais il proteste en disant qu'il ne veut pas, puis revient en Belgique. Il subit alors une série de persécutions. Dans un testament de 1838, le millionnaire évoque une mission et un couvent sur le cours du fleuve Missouri. Son neveu Guillaume Crabeels, qui participe aussi à la mission au Missouri n'est pas cité dans le testament. Ensuite, entre 1840 et 1844, l'année du retour en Belgique de Pierre-Jean De Smet , les jésuites acquièrent trois immeubles d'Anvers, pour respectivement 11000, 60000 et 100 000 francs.
Un troisième neveu, Benoît De Buck se trouva "compromis dans une affaire de vol d'une couronne d'argent dans une église, et envoyé en prison". Sa sœur Marie De Buck "perdit la clientèle de ses fournitures aux pauvres". 
Le père Lhoir, supérieur des Jésuites à Mons, qui se présente comme proche de Guillaume-Joseph De Boey, avait ensuite placé Benoit De Buck à l'hospice de Froidmont, près de Tournai. Il s'en évada dès le mois d'août 1836 pour revenir à Anvers s'en prendre aux Jésuites. Le tribunal correctionnel de Mons le condamna à trois années d'emprisonnement et à cinq ans de surveillance de la police, pour vols commis à Tournai, et pour sévices graves exercés à Braine-le-Comte. Après l'expiration de cette nouvelle peine, il se rendit en France, où il fut condamné, le 3 mai 1843, par la cour d'assises du Var, à six années de travaux forcés pour un vol commis avec d'autres pendant la nuit sur un chemin public. Il s'évade deux fois du bagne de Toulon, et subit une prolongation de détention de trois ans. 
Rentré en Belgique en 1852, à l'expiration de sa peine, Benoit De Buck commença à accuser le Père Lhoir de captation d'héritage au profit des Jésuites. En 1853, un jésuite affirme à son cousin Henri Crabeels que De Buck ne sortira jamais de prison. Le procès commence au début des années 1860. Finalement, en 1864, la Cour d'assises du Brabant statue en acquittant Benoit de Buck et la décision de justice est saluée à l'extérieur par les manifestants qui scandent "Vive Janson" et "A bas les Jésuites". Par la suite, l'affaire De Buck se termine par un compromis, les légataires préférant une transaction en offrant aux héritiers un montant compensatoire. À la suite d'une série de pamphlets et de commentaires sur l'affaire, quatre ans après, le journaliste Gustave Lemaire, du journal libéral L'Étoile belge a publié l'ensemble des documents venant du procès, afin d'y voir clair dans une affaire qui a enflammé les esprits. Les auditions de justice, dévoilées par le livre, attestent que  Pierre-Jean De Smet était fréquemment hébergé à Anvers par Guillaume-Joseph De Boey qui était multimillionnaire et lui a apporté des moyens considérables.